# Dioctobroma
Dioctobroma is een vliegengeslacht uit de familie van de roofvliegen (Asilidae).

## Soorten
- D. flavoterminatum Hull, 1962